# Bishar Khalil al-Khoury
Bishar Khalil al-Khoury (àrab: بشارة الخوري, Bixāra al-Ḫūrī) (1882 o 1890-1964) fou un home d'estat libanès, nebot del president Habib Pacha Es-Saad i fundador del Partit Constitucional (Hizb al-Destour), maronita nacionalista moderat partidari de cooperar amb drusos i musulmans. Fou primer ministre dues vegades i president (dos mandats) del Líban.

## Biografia

### Joventut
D'una família notable maronita va néixer a Rechmaya al districte d'Aley al mutasarrifat de Mont Líban; es va educar a l'escola jesuïta de Beirut i després a França, estudiant lleis a París. Va tornar al país el 1912 i va començar a treballar al gabinet de l'advocat Émile Eddé, més tard el seu rival polític. Al esclatar la Primera Guerra Mundial estava en contacte amb els francesos a través del cònsol a Beirut i els urgia a ocupar el Líban però es va assabentar que els otomans havien trobat la correspondència en un registre a la casa del cònsol i va fugir a Egipte on va actuar a les corts mixtes.
Va tornar al Líban amb els francesos l'octubre de 1918 i fou secretari del govern de Mont Líban i el 1925 fou nomenat president de la secció civil de la cort d'apel·lacions. Es va casar amb la germana de Michel Chiha, un important banquer que va participar de manera destacada en la redacció de la constitució libanesa (promulgada el 23 de maig de 1926).

### En el govern
El 31 de maig de 1926 Auguste Adib va formar el primer govern libanès en el que Bishar fou ministre del interior. Adib va dimitir al no aconseguir modificar la constitució per eliminar les diferències confessionals i Bishar Khalil al-Khoury, fins aleshores ministre del interior, va formar un nou govern que va aconseguir fer abolir el Senat (octubre de 1927) i altres modificacions menors de la constitució; el gener de 1928 va reduir el gabinet a només tres membres i va començar a suprimir llocs de l'administració per reduir despeses però això li va costar el suport al parlament amb oposició de diversos grups i finalment va haver de dimitir el 10 d'agost de 1928.
Habib Pacha Es-Saad que era oncle del dimitit, va intentar formar govern però després d'uns mesos amb escassos fruits polítics va acabar renunciant el 9 de maig de 1929 i després de la renuncia d'Émile Eddé, Bishar al-Khoury va tornar a formar govern amb un nou gabinet de només tres ministres. Va prometre economies però també va prometre millores i quan va veure que no podia augmentar les despeses i reduir les taxes com li demanaven homes influents, va dimitir l'agost de 1928. Ningú va acceptar el càrrec i va haver de restar en funcions fins a l'11 d'octubre de 1928 quan Eddé va acceptar ser primer ministre i va formar govern.

### Partit Constitucional
Les diferències entre Bishar i Eddé s'havien fet evidents en els darrers mesos, doncs mentre Eddé era partidari d'un estat cristià obert a la Mediterrània aliat a França i es movia en un cercle de francòfons (i francòfils), els al-Khoury eren cristians de terres compartides amb els drusos (de fet on aquests eren majoria), i eren més pragmàtics per compartir poder amb drusos i musulmans amb els que habitualment convivien i veien com aliats per un estat comú a l'Orient Mitjà. Cadascun tenia el seu propi grup polític al darrere: Bishar al-Khoury dirigia el partit Hizb al-Destour o Partit Constitucional, cristià i conservador profrancès però més obert als nacionalistes, mentre Eddé va acabar formant el Bloc Nacional o al-Kutla al-Wataniyya, de diverses confessions cristianes, conservador i profrancès.

### Pacte Nacional
El 1932 Bishar i Eddé havien de competir per la presidència (Charles Debbas arribava al terme dels seus sis anys) i quan fou evident que Bishar guanyaria, l'alt comissionat Auguste Henri Ponsot va dissoldre el Parlament impedint l'elecció i allargant el mandat de Debbas per dos anys. Quant es va obrir de nou el parlament el 1934, Debbas va renunciar i va ser substituït interinament per un funcionari francès i antic governador, Antoine Privat-Aubouard, i el 30 de gener de 1934 Martel va nomenar president a Habib Pacha Es-Saad (profrancès acceptable per Bishar i Eddé) per un any i a Abdallah Beyhum com a secretari d'estat al front del consell de directors generals. El 1935 la seva presidència fou allargada per un altre any. Finalment el 20 de gener de 1936, quan els francesos van veure assegurada l'elecció d'Eddé van permetre l'elecció de president, que no obstant i contra el que s'esperava fou elegit per poc (per un sol vot de diferència) i va substituir Habib. Al-Khoury va esdevenir el cap de l'oposició i va fer aliança amb Riyad al-Sulh líder dels sunnites creant el Pacte Nacional (base constitucional del país no escrita aleshores i que s'havia pactat el 1926) que establia que el Líban seria independent i part de la nació àrab i els musulmans acceptaven les fronteres i renunciaven a unir-se a Síria; a l'assemblea hi hauria una proporció de sis diputats cristians i cinc musulmans (sobre la base del cens de 1932, avui dia la proporció s'ha igualat) i les càrrecs es repartirien (presidència als maronites, primer ministre als sunnites i presidència del parlament als xiïtes).

### Independència
Quan els britànics van ocupar Beirut el juny del 1941, al-Khoury, veient que els francesos sempre afavoririen a Eddé, va aconseguir el suport britànic per a la independència del Líban i la fi del mandat francès. La vida constitucional fou restablerta el 20 de setembre de 1943 i el parlament per unanimitat va nomenar president del país a al-Khoury el qual va designar a Riyad al-Sulh com a primer ministre. El nou president i govern, d'acord amb la declaració francesa (França Lliure) de reconeixement de la independència libanesa, van redactar una nova constitució que declarava abolit el mandat francès. L'alt comissionat Jean Helleu (juny a novembre de 1943) va refusar avalar la nova constitució però la Cambra la va aprovar i el president al-Khoury la va signar; Helleu va fer empresonar el president i el primer ministre libanès l'11 de novembre de 1943 i els va tancar a la fortalesa de Rashayya; van esclatar disturbis i un ultimàtum britànic va forçar al francesos el 22 de novembre de 1943, a alliberar els governants presoners que havien esdevingut herois populars i acordar la independència al país. L'endemà Helleu va dimitir i el va substituir Yves Chataigneau. França va reconèixer la independència de la república i per acord del president i el govern libanès van conservar drets sobre defensa fins al final de la guerra. Al-Khoury va integrar més tard al país a la Lliga Àrab i a les Nacions Unides, però va fer de l'amistat amb França un dels pilars de la seva política. Els francesos van abandonar el país finalment l'1 de setembre de 1946.

### 1946-1952
El 1948 es va beneficiar de que Jaffa i Haifa quedessin en mans de Israel, ja que tot el comerç de Damasc i l'interior havia de passar per Beirut el que va provocar un creixement extraordinari; el president, ben relacionat amb banquers, va deixar escampar la corrupció que va afectar la seva pròpia família. Més de cent mil refugiats palestins van ser un problema per l'estat i van causar descontentament a part de ser una despesa important. Quasi sense interrupció Riyad al-Sulh va dirigir el govern fins a la seva mort el 1951 (va formar sis governs dels nou que van governar sota el president aql-Khoury) i Bishar al-Khoury fou president fins al setembre de 1952.
El 1947 la constitució fou esmenada per permetre un segon mandat d'al-Khoury (primer mandat 1943-1949, segon mandat 1949-1957). Alguns dels diversos partits van formar les seves pròpies milícies i el pacte sunnita-maronita no va persistir. Camille Chamoun, Raymon Eddé i Pierre Gemayel van dirigir l'oposició al president dins dels maronites i Kamal Jumblatt va formar el Partit Socialista Progressista del Líban que fou majoritari entre els drusos i reclamava el fi de la corrupció i reformes polítiques. El Partit Social Nacionalista Sirià buscava revenja per l'execució del seu líder Antoun Saadeh que havia estat extradit per Síria i executat per ordre de Riyad al-Sulh. Els cinc grups es van aliar contra el president en un anomenat Front Nacional i Socialista. L'agost de 1952 al-Khoury va intentar salvar-se anunciant una reforma agrària amb repartiment de terres als camperols pobres, el final de la corrupció, reformes judicials i eliminació dels càrrecs no necessaris; era massa tard i no tenia credibilitat.

### Caiguda
El setembre de 1952 el primer ministre Sami al-Sulh va atacar al president per la seva manca de lluita contra la corrupció, la mala administració, el mal funcionament de la justícia i de l'economia i fins i tot va insinuar que havia tingut part en l'assassinat de Riyad al-Sulh. En un ambient revolucionaria i amb una vaga general convocada, el president va cessar al primer ministre Sami al-Sulh el 9 de setembre de 1952 i l'endemà va nomenar el sunnita Nazim Akkari que va renunciar el dia 14 nomenant aleshores a Saeb Salam. Alguns diputats van demanar la dimissió del president i Saeb Salam va advertir a aquest que encara que tingués majoria al parlament no la tenia entre el poble. El cap de l'exèrcit Fuad Shihab li va deixar clar que l'exèrcit no intervindria en una disputa entre polítics civils. Finalment va obtenir garanties de l'exèrcit de que ni ell ni cap membre de la seva família seria encausat si dimitia, i va presentar la dimissió el 19 de setembre de 1952. Fuad Shihab va rebre el poder interí (19 a 22 de setembre) fins a l'elecció pel Parlament de Camille Chamoun el 23 de setembre.

### Darrers anys
Es va retirar a la vida privada a Rechmaya, la seva vila natal. En la crisis de 1958 no va donar suport a Fuad Shihab (gairebé l'únic maronita que no ho va fer). Va morir a Rechmaya l'11 de gener de 1964. El seu germà Salim, primer, i després el seu fill Khalil, van dirigir després el Partit Constitucional o Destour.